# Acetat
Acetat er eddikesyrens korresponderende base ("syrerest"). Acetat dannes ved deprotonisering af eddikesyres carboxylsyregruppe. Det er en anion med den kemiske formel CH3CO2−.
Salte, hvori acetationen indgår, betegnes acetater. Estere af eddikesyre har tillige suffikset "-acetat", f.eks. ethylacetat.